# Distretto di Quinocay
Il distretto di Quinocay è uno dei trentatré distretti della provincia di Yauyos, in Perù. Si trova nella regione di Lima e si estende su una superficie di 153,13 chilometri quadrati.
Istituito il 25 marzo 1960, ha per capitale la città di Quinocay.